# 薛范
薛范（1934年9月21日—2022年9月2日），本名闻声远，另有笔名嵇志默，中国大陆音乐学家，翻译家。薛范从事外国歌曲的翻译与研究工作逾七十年，翻译了包括一千余首苏俄歌曲在内的两千余首中国大陆外的歌曲，编译出版了三十余种外国歌曲集。薛范是中国作家协会、中国音乐家协会、中国翻译协会会员，中俄友好协会全国理事，上海师范大学客座教授，上海市文学艺术界联合会第八届荣誉委员。
薛范两岁时因小儿麻痹症而下肢瘫痪，学生时代爱好文学与音乐，并尝试创作与投稿。1952年高中毕业后，薛范考入上海俄语专科学校，因残疾被拒绝入学，后通过收听广播节目陆续掌握俄语、英语、日语、法语等语言，并自学了大学中文系课程。青年时代，薛范即积极投身外国歌曲的译配工作，同时进行诗歌翻译、剧本创作与文艺批评，1957年因发表《莫斯科郊外的晚上》译词而知名。中苏交恶后，薛范的创作逐渐中断，中苏关系缓和后，薛范放弃文学写作，重新从事外国歌曲的翻译与研究。薛范一生未拥有正式职业，亦无子嗣，在被授予友谊勋章前曾长期依靠稿费与父母收入维生。
作为中国大陆较少见的外国歌曲翻译与研究者，薛范较为全面地完善了歌曲翻译理论，详细提出了歌曲译配的方法与要求；薛范也在促进中俄民间交往、在中国大陆传播以苏俄歌曲为主的外国歌曲等方面做出了一定贡献，晚年在中国大陆举办超过五百场外国歌曲音乐会，被称为苏俄歌曲的“布道者”。薛范曾六度获俄罗斯联邦政府授予荣誉，1997年因“对俄中友谊和俄中文化交流作出的卓越功绩”获时任俄罗斯联邦总统鲍里斯·叶利钦授予友谊勋章。

## 生平

### 早年
1934年9月21日，薛范生于上海市，本名闻声远，“薛范”一名是其自1950年代起发表作品最常用的笔名。薛范是家中的大儿子，父母是工厂的高级职员，有七个兄弟姐妹。:132两岁患小儿麻痹症，其外婆遍请名医治疗两月无果，从此与拐杖、轮椅为伍。:132虚岁八岁时入小学，由家人持续接送至高中毕业。:132小学时，薛范阅读过叶圣陶的童话和《爱的教育》，遂燃起对文学的热爱；初中时，薛范通读过部分中外小说与诗歌，包括《说岳全传》《家·春·秋》与戈宝权翻译的《普希金文集》等，并尝试写作与投稿。小学与初中时，薛范曾在父母的要求下学习过钢琴，但因腿疾而无法使用踏板，且只“勉强能弹一些钢琴小品”，后停止学琴。:313中国抗日战争胜利后，薛范接触到第一首苏联歌曲《祖国进行曲》，而其少年时印象最深的苏联歌曲是谢文锦和萧三等人为《同志们勇敢地前进》填词所作的《光明赞》。薛范自述少年时代亦曾热爱无线电、半导体，能独自装配五灯矿石收音机。:133
1949年，薛范毕业于上海市敬业中学初中部。同年10月，薛范被同学背去上海文化广场，聆听了“星海之夜”音乐会，因现场演唱的《怒吼吧，黄河》一歌而对音乐重燃兴趣，后自学音乐理论、作曲法等知识。高中二年级时，薛范成为班级墙报的主编。1951年，薛范创作的广播剧《祖国，我为了你》在华东·上海人民广播电台“青年节目”中播出。高中期间，薛范进一步接触了苏俄文学、欧美文学、阿拉伯文学、印度文学等不同风格的文学流派。1952年，薛范毕业于震旦大学附属中学，自小学开始学习的外语是英语，:133计划报考无线电工程系，但因残疾与彼时中苏关系尚处高位，班主任张启坤劝说其改报文科并改学俄语，“像保尔·柯察金那样用笔作为人生战斗的武器”，最终填报的第一志愿是中文系，第二志愿是俄语系。:258:314同年秋，薛范考入上海俄语专科学校，但因其下肢严重瘫痪的残疾状况未被负责入学体检的医生注明，被校方在报道当日拒绝其入学。

### 自学、翻译与文学创作

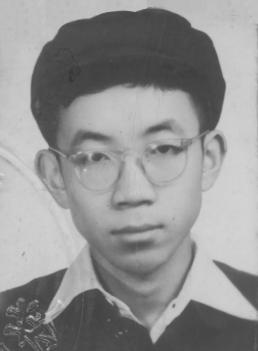
1953年的薛范

被上海俄专拒绝录取后，薛范专注于文学研究，根据复旦大学中文系的资料自学文学和戏剧知识，并报名参加上海俄语广播学校，通过电台广播自学俄语。这一时期，薛范通读了大量俄语翻译作品，并以草婴翻译彼得·巴甫连珂小说《幸福》（俄语：Счастье）的两种译本为教材自学翻译。因常给电台“听众之友”栏目写信，薛范曾多次受邀参观华东·上海人民广播电台。1953年，薛范在华东·上海人民广播电台乐团指挥朱崇懋的鼓励下，于《上海广播》（后易名《广播歌选》）署本名闻声远发表翻译的第一首外国歌曲《和平战士之歌》（俄语：Песня борцов за мир），并用稿费购买了外语词典。1955年，薛范接受脊椎手术，同年薛范翻译的《苏联歌曲选》《西方古典歌曲集》《西洋古典歌曲集》和三集《苏联歌曲汇编》相继出版。1958年，薛范毕业于上海外国语学院俄语进修班。除翻译歌曲外，薛范也翻译了苏联、南斯拉夫等多国作家的诗歌，部分译文稿件在《译文》《人民日报》《文汇报》等刊登，并接受上海文艺出版社的约稿，与他人结集出版六册外国诗选。大跃进期间，薛范受上海音乐学院学生萧白等人创作的康塔塔式歌曲《幸福河大合唱》获第七届世界青年與學生聯歡節大型作品一等奖事迹的鼓舞，创作了音乐故事片剧本《没有唱完的歌》并被上海电影制片厂采用，但受制于三年困难时期，拍摄工作被搁置。

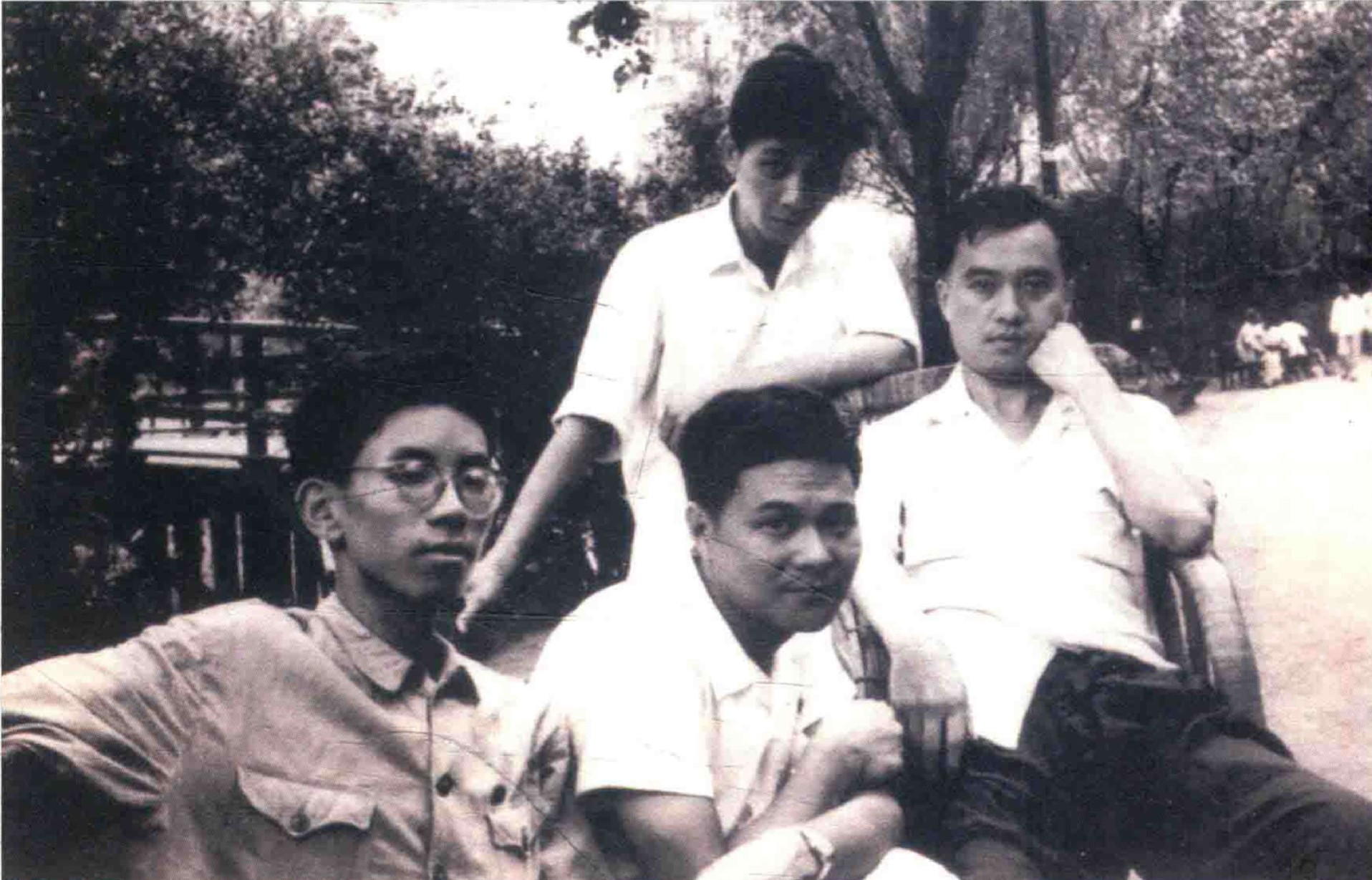
1950年代的薛范（左一）

1957年7月，薛范从《苏维埃文化报》上刊登的第六届世界青年与学生联欢节获奖歌曲名单上看到获得金奖的五首歌曲，手头又恰好有《莫斯科郊外的晚上》等三首获奖歌曲的乐谱，决定翻译歌曲，然最初译词不理想。同年9月，薛范在一次观摩演出回家的路上于淮海西路听到肖邦的《降E大调夜曲》，受到启发，回家后用一个小时重写了译文，不久刊登在上海的《广播歌选》杂志和北京的《歌曲》杂志上，中文演唱版在上海人民广播电台《每周一歌》节目播出。随后，各省市的音乐刊物相继转载，引起全国轰动。在翻译期间，薛范曾经向《莫斯科郊外的晚上》曲作者瓦西里·索洛维约夫-谢多伊和红旗歌舞团写信，并收到了对方的回信、乐谱和书稿。1960年，薛范又对此歌译词重新加以修订，修订后的版本收录于上海文艺出版社同年出版的《苏联歌曲汇编》第三集，但不如先前发表的版本流传广泛。

### 中苏交恶与文革
中苏关系恶化后，薛范转而通过俄语或英语译本翻译苏联之外的外国歌曲，以亚非拉地区为主。薛范自学了大学中文系的全部课程、联共（布）党史简明教程与政治经济学，手抄了16本中外诗歌，研读了斯坦尼斯拉夫斯基等戏剧家的理论著作，并以古巴革命、岳飞事迹与帕特里斯·卢蒙巴遇害为题材完成话剧《红石竹花》《满江红》《怒吼吧，刚果》，同时历时两年完成电影剧本《满江红》，其中电影剧本《满江红》获《电影文学》杂志采用，但因文化大革命使杂志停刊而无法刊登；话剧剧本《怒吼吧，刚果》部分内容被海政话剧团采用于同题材话剧《椰林怒火》中。薛范同时撰写了《喜剧的布景·布景的喜剧》等一系列文艺评论文章，发表在《新民晚报》等报刊上，在从事翻译工作的同时期望未来能以文学与戏剧研究评论为主业。由于翻译歌曲的稿费微薄，薛范无力购买录音机和一些外国乐谱，对于乐谱难寻的第三世界歌曲只能通过在电影院中听译等方式翻译。1965年，《人民日报》文化副刊编辑部要求薛范提供其投递的一首诗歌作者之政治面貌与对华态度，否则不予发表。由于信息缺失，薛范最终未提供所需信息。此事使薛范停止翻译外国诗歌。

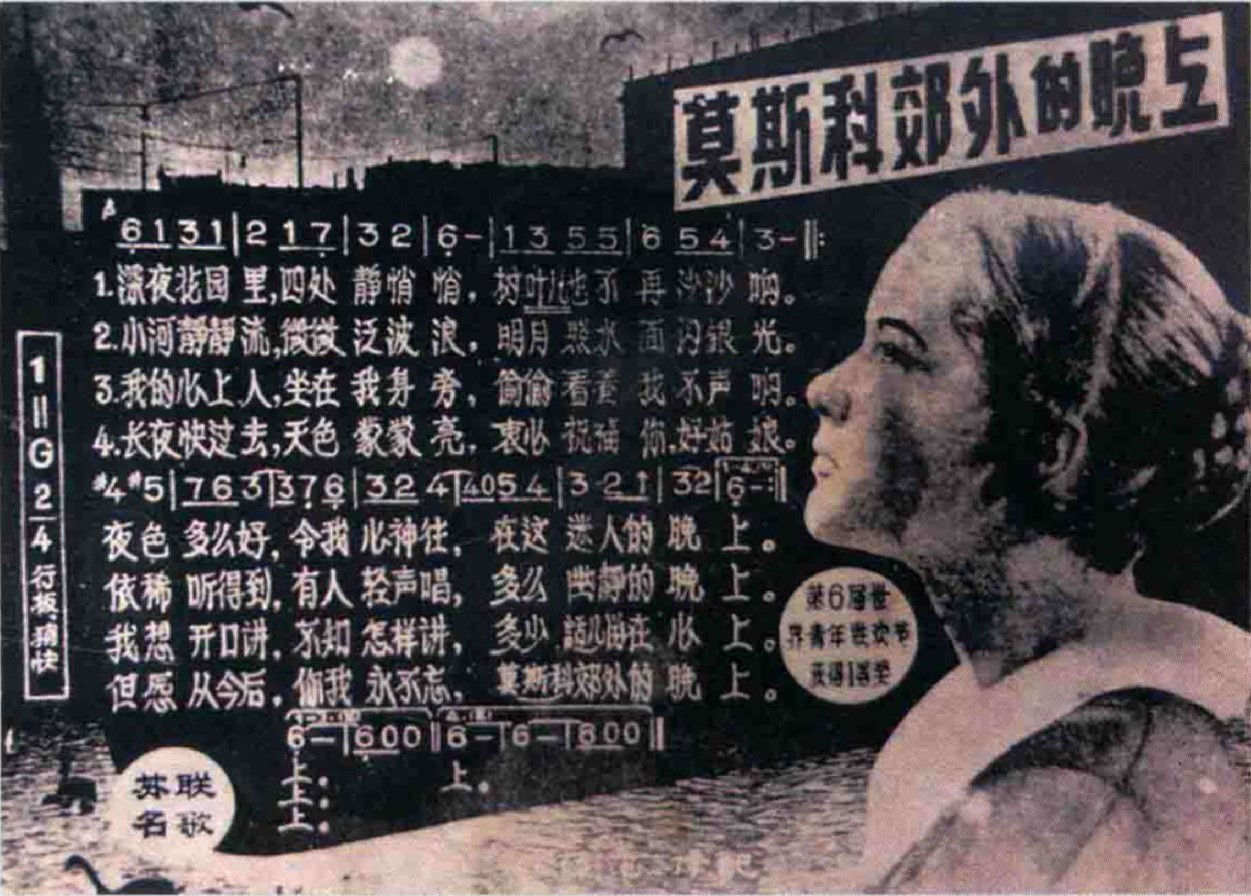
1950年代刊载于上海报刊上的《莫斯科郊外的晚上》中文译词，下方隐见“薛范译配”字样

文化大革命开始后，薛范父母的工资被克扣一半，薛本人生活愈发困难，并被迫发誓不再翻译苏联歌曲。破四旧时，红卫兵抄走并损毁了他搜集积累的中外图书、期刊、乐谱等音乐资料和笔记卡片、未完成的《〈国际歌〉史话》一书与其余翻译文稿，只留下四卷本《毛泽东选集》，薛范遂通过阅读外文《毛选》、译配朝鲜电影《卖花姑娘》插曲等方式保持翻译家思维，1972年后通过收听电台节目学习掌握了英语、日语、法语。除因收听“敌台”莫斯科广播电台而遭到批判外，薛本人并未如其他艺术家般遭到大规模批斗。文革结束后，造反派归还了瓦西里·索洛维约夫-谢多伊赠给薛范的手稿。中共十一届三中全会后，薛范意识到思想文化领域管控的松动，自费赴上海图书馆查阅文革期间苏联报刊以了解苏联音乐界的发展，但仍无法公开发表苏联歌曲作品。薛范完成了剧本《辛弃疾》，但因“写法落伍”未被上影采用而放弃戏剧创作；受退稿触动，薛范以江淹《恨赋》中的句子“赍志以殁”谐音自取笔名“嵇志默”，完成历史小说《浪拍采石矶》《凭谁问》，分别刊登在《大江》与《小说天地》上。在歌曲译配方面，中国电影出版社于1981年出版了薛范的《外国电影歌曲选集》，收录了文革时期薛范译配的《卖花姑娘》插曲等歌曲。薛范也翻译了一些欧美国家的流行音乐，知名的有《天下一家》。

### 中苏关系缓和与歌曲译配复苏
1985年后，中苏关系趋向缓和，薛范重新开始外国歌曲的译配与研究工作，放弃文学创作，并在十月革命70周年之际编译出版了《1917－1987苏联歌曲佳作选》（下文简称《佳作选》）等书籍。1986年1月28日，在时任中国音乐家协会常务理事苏扬的介绍下，薛范被批准加入中国音乐家协会，1988年被吸收入中国作家协会，后又加入中国翻译协会。:3201987年，薛范曾赴北京图书馆耗时两周整理复印1960年代的苏联报刊。:319-3201988年3月27日，薛范在上海组织了《佳作选》一书发布会暨苏联歌曲专场音乐会，苏联驻沪总领事馆总领事等人员及家属自发购票聆听并接见薛范。:46

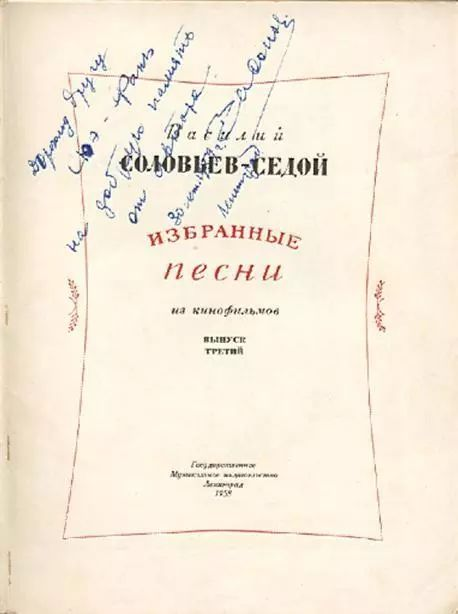
1957年瓦西里·索洛维约夫-谢多伊赠予薛范的书封与签名，文革后造反派归还

1994年8月，薛范策划了“莫斯科之夜”音乐会，邀请上海爱乐乐团和上海爱乐合唱团演奏演唱，其中在上海和北京的演出受到一定欢迎，前场演出成为苏联解体后中国大陆第一场苏俄歌曲音乐会，而时任国务院副总理李岚清、外经贸部部长吴仪等人观赏了后场演出；11月，薛范与中央乐团合唱团策划了“伏尔加之夜”巡回音乐会，演出一百余场。:481995年11月，薛范获俄罗斯联邦政府授予荣誉证书，表彰其“在中国推广和传播俄苏歌曲的巨大贡献”。1997年11月10日，薛范因“对俄中友谊和俄中文化交流作出的卓越功绩”于俄罗斯驻华大使馆获访华的时任俄罗斯总统叶利钦授予友谊勋章，其后于1999年10月5日获时任全国人大常委会副委员长布赫授予中俄两国政府颁授的“中俄友谊奖章”和“俄中友谊奖章”。
2002年，薛范的著作《歌曲翻译探索与实践》由湖北教育出版社出版，是中国大陆第一本有关歌曲翻译的理论著作。2007年6月，薛范受莫斯科中俄文化交流中心和中俄友协之邀赴俄罗斯访问，与巴赫慕托娃等音乐家会面，被授予俄罗斯联邦“尼·奥斯特洛夫斯基”奖章。同年11月，薛范将其《俄苏名歌经典》等三部著作寄赠给时任国务院总理温家宝，并收到温家宝的回信。2009年被授予俄罗斯联邦“为发展俄中关系功勋章”。2015年，薛范登记注册了“薛范音乐工作室”，该工作室负责翻译和制作苏俄电影与歌曲录像，并定期赴社区作讲座，除网友外，薛本人为唯一的工作人员。同年，薛范在上海八个社区文化中心举行“前苏联‘二战’题材故事片鉴赏”主题讲座，放映其工作室译制的影片，后又在上海20个社区和单位开展二战歌曲鉴赏讲座，受到时任俄罗斯联邦驻沪总领事安德烈·斯莫罗金（俄语：Андрей Николаевич Смородин）的接见，并因此于2016年3月获中共上海市委宣传部授予上海市“纪念中国人民抗日战争暨世界反法西斯战争胜利70周年”主题宣讲特别贡献奖。2017年，薛范出版《白俄罗斯歌曲选集》，获白俄罗斯共和国文化部表彰状，以感谢其“为中白两国文化合作做出的杰出贡献”。同年，薛范罹患前列腺癌，接受手术后健康每况愈下。2019年1月，薛范获上海市文学艺术界联合会聘为市文联第八届荣誉委员。同年3月3日，有网民在新浪微博质疑歌手花粥2012年发布到网上且标注作词者为其个人的《妈妈要我出嫁》一歌歌词与薛范译配的同名白俄罗斯民歌《妈妈要我出嫁》（俄语：Как хотела меня мать）一致，3月5日，花粥在微博上承认“疏漏”，表示愿意承担一切法律责任；其经纪公司亦致歉，表示在事件发生后联系到了薛范表达歉意，获得对方发布声明谅解，并得到授权以享有该译词的版权。
2020年8月16日，薛范出席上海书展，并在上海图书馆报告厅举行《薛范60年音乐文论选》分享会。同年10月15日出席庆祝上海市文学艺术界联合会成立70周年座谈会。2022年4月1日，薛范在中国翻译协会第八次会员代表大会上获授“翻译文化终身成就奖”，并在8月2日于家中领奖。8月11日获授“上海音乐出版社终身成就翻译家”称号，数小时后病重入院。2022年9月2日21时31分（UTC+8），薛范因病于上海交通大学医学院附属第九人民医院逝世，享耆寿88岁。

## 创作成果与影响

### 作品与文集
薛范累计译配有中国大陆以外的歌曲两千余首，其中苏俄歌曲一千余首，包括《莫斯科郊外的晚上》《歌唱动荡的青春》《草原啊草原》《华沙曲》《红莓花儿开》《苏丽珂》《最美好的前途》《胜利日》《海港之夜》《窑洞里》《从哪里认识祖国》《德涅泊尔河掀起了怒涛》等，其余国家的歌曲有《草帽歌》《天下一家》《玫瑰人生》《莉莉·玛连》《鸽子》《没人要的孩子》《雪绒花》《红河谷》《卖花姑娘》等。1980年代前，薛范的歌曲译配对象主要聚焦于俄语抒情歌曲。1980年代起，薛范开始大量译配英语歌曲等非俄语歌曲，并增译当代俄语流行音乐。自1991年发表《回忆》以来，薛范在《英语世界》一刊上累计译配发表150余首英语歌曲。除通俗歌曲外，薛范还译配了动画片《变形金刚》《花仙子》《哆啦A梦》等的主题歌。在音乐剧方面，薛范介绍、译配了《歌剧魅影》的部分唱段，2012年担任《猫》中文译配工作“歌词翻译高级顾问”，并译配了中文剧本。薛范逝世前作有一部以不同时期俄罗斯音乐与经典歌曲为线索的、未及排演的音乐剧《在歌声中走向未来》，是其创作的唯一一部音乐剧。此外，薛范曾在1950年代应上海文艺出版社之约翻译诗稿，与他人结集出版六册诗集。
薛范一生编译出版了三十余种外国歌曲集，专著有《苏联歌曲史话》《摇滚乐史话》《二战期间欧美反法西斯歌曲一览》《歌曲翻译探索与实践》等，编译出版的外国歌曲集有《苏联歌曲集》《苏联歌曲汇编》《杜纳耶夫斯基歌曲选》《俄苏名歌经典1917-1991》等。薛范编译的第一部作品是1955年音乐出版社出版、与他人合译的《苏联歌曲选》第一、第三集，第一部独立编译的歌曲集书稿是1957年上海音乐出版社出版的《苏联歌曲汇编》，后续编二、三集；随后，薛范几乎每年都有外国歌曲集在上海音乐出版社出版，如《拉丁美洲歌曲集》《世界歌曲》（三辑）等。20世纪80年代中期，薛范编译了《1917－1987苏联歌曲佳作选》；配合此书的出版，1987年，薛范在上海音乐出版社的刊物《音乐爱好者》上分六期发表了《苏联歌曲史话》，1989年又在此刊上发表了连载七期的《摇滚乐史话》及介绍苏联摇滚乐的文章。2002年，独著《歌曲翻译探索与实践》由湖北教育出版社出版，是中国大陆第一本有关歌曲翻译的理论著作。2007年，上海音乐出版社出版了薛范结集出版的《俄苏名歌经典》《俄苏歌曲珍品选集》两册歌曲原谱。2010年，薛范主编的《乌克兰歌曲选集》由中国国际广播出版社出版，是中国大陆第一本乌克兰歌曲选集。2017年，其译配的《白俄罗斯歌曲选集》由上海音乐出版社出版。这是中国大陆出版的第一本白俄罗斯歌曲集，薛范因此书获白俄罗斯文化部表彰状。
2013年与2020年，上海音乐出版社分别出版薛范的作品选集《薛范60年翻译歌曲选》与《薛范60年音乐文论选》，分别收录了其歌曲译配历程中有代表性的歌曲与其发表的部分理论文章。中国现代文学馆亦藏有薛范的部分翻译手稿与出版的歌曲集。

### 社会评价
作为长期促进中俄民间交往与中外文化交流的人物之一，薛范的创作成果获得中俄两国官方、学界与民间的正向评价。中华人民共和国前国务院总理温家宝称薛范“在十分困难的情况下，为我国的音乐艺术事业和中外文化交流做出了贡献”，并赞扬了薛范“身残志坚、不懈奋斗”与“无私奉献”的精神。上海音乐学院教授钱仁康称薛范“毕生对翻译歌曲的理论和实践双管齐下，兼容并包，双方多有丰厚的建树”。上海市文学艺术界联合会专职副主席、秘书长沈文忠认为薛范境界高，称赞其“虽行动不便，但足迹遍布社区”，“真正做到了‘倾情为民’”。原苏联作曲家协会音乐学与音乐评论委员会主席弗拉基米尔·查克称薛范“对于歌词有着卓越的审美感，把握住词的歌唱性，从而使您的译词化为了音乐”，“正是您，在中国大地上赋予这些歌曲以生命”。红旗歌舞团前团长德米特里·瓦西里耶维奇·索莫夫上校称薛范“使俄苏歌曲在中国获得第二次生命”。俄中友好协会副主席、中华人民共和国友谊勋章获得者加林娜·库利科娃称薛范“是中国的英雄，是中国的奥斯特洛夫斯基”。音乐剧《猫》中文首版导演乔·安·罗宾逊称薛范等译者“尽一切可能原汁原味地还原了《猫》的精髓”。

#### 荣誉与纪念
1995年11月，薛范获俄罗斯联邦政府授予荣誉证书，以表彰其“在中国推广和传播俄苏歌曲的巨大贡献”。1997年11月3日，时任俄罗斯联邦总统叶利钦签发第1147号总统令，决定因“对俄中友谊和俄中文化交流作出的卓越功绩”授予高莽、李德伦、薛范、吴祖强四人友谊勋章，薛范于同月10日在俄罗斯驻华大使馆获叶利钦亲自授予友谊勋章，成为首批获得该勋章的中国大陆文化界人士之一。2007年获俄罗斯联邦“尼·奥斯特洛夫斯基”金质奖章，2009年获俄罗斯联邦“为发展俄中关系功勋章”，2017年获白俄罗斯文化部表彰状，2019年在光明日报社与塔斯社举办的“中俄互评人文交流领域十大杰出人物”活动中，被俄方评委会评选为中俄人文交流领域作出贡献的中方十大杰出人物之一，并收到俄罗斯驻华大使安德烈·杰尼索夫的贺信。2022年4月11日，俄籍华裔作曲家左贞观与俄中友好协会等在莫斯科举办“薛范创作晚会”，俄罗斯爱乐乐团等乐团与部分在俄中国大陆声乐留学生共同演唱其译配的歌曲。
1999年10月5日，薛范获时任全国人大常委会副委员长布赫授予中俄两国政府颁授的“中俄友谊奖章”和“俄中友谊奖章”，2005年获中国翻译协会授予“中国资深翻译家”荣誉称号，2003年、2004年与2013年，北京、天津与上海三地先后举办纪念薛范译配生涯50周年、60周年音乐会。2016年3月获中共上海市委宣传部授予上海市“纪念中国人民抗日战争暨世界反法西斯战争胜利70周年”主题宣讲特别贡献奖，2017年获上海翻译家协会授予“特别贡献奖”，2019年1月获上海市文学艺术界联合会聘为市文联第八届荣誉委员，2022年4月获中国翻译协会授予“翻译文化终身成就奖”，同年8月11日获授“上海音乐出版社终身成就翻译家”称号。
薛范逝世后，中国翻译协会于2022年9月3日发表声明，向上海翻译家协会及家属发去唁电，悼念薛范并慰问家属。塔斯社、《俄罗斯报》报道了薛范的逝世，塔斯社引述的观点认为“他的译作曾经并继续为两国人文交流发挥着重要作用”。同年9月29日、30日，北京卡林卡合唱团与部分苏俄歌曲爱好者自发在京举办纪念薛范先生音乐会。薛范的遗稿也正由其家属整理中。

## 翻译思想与实践

### 功能翻译
在外国歌曲的翻译与配歌研究上，薛范认同并运用功能翻译理论，主张译词的整体原则是忠于音乐，即以“音乐性”为翻译对象。薛范说：“不是译词有多‘忠实’，而是译语的听众通过译歌能够理解原词的意，欣赏、感受到原歌曲的美。”他认为歌曲译词需要抓住原文歌词的节奏感、语调感，应以避免倒字（中文词句声调与旋律走向“不熨帖”）与破句（中文译词错误断句）为两大注意点，做到同时具文学属性与音乐属性，以“可颂、可唱、可听”；相对地，“歌词翻译”只要通过对原歌词的立意、形象、语言、结构的粗浅理解即可完成。:56-57;73-76薛范反对“外国歌曲不可译”论调，认为这是否定歌曲音乐性的行为。他认为非亲属语言之间的翻译固然存在情感、语言的偏差，但声乐作品与器乐作品不同，前者在音乐形象之余需兼顾歌词的社会形象与文学形象。歌曲译配工作能使受众产生戏剧性的情感共鸣，使得外国歌曲的诗意与乐感能对中文受众形成互补的“双重美学价值”。
薛范认为，处理歌曲译词中的文化差异时应从原词象征意义出发，运用类比补偿，适当替换俚语、成语，泛化处理生疏的花卉等名称，并对部分与中国传统伦理相悖的词句进行变通处理。例如，其在译配一首《音乐之声》插曲时，以“活宝”代替“clown”；又如《雪球花》中文译词中，将俄语中形成对仗的雪球花与“马林花”（俄语：Малинка）两者统一，以保全中文的连贯性。薛范主张让中文译词与外国歌曲原词在口语上贴近，并适当替换多段式歌词中非结尾的重复，为此，他在译配《什锦菜》时将英语词“Jambalaya”音译为“真不赖呀”，译配《莫斯科郊外的晚上》时则用不同句式处理歌词中部的“... и не ...”重复句。他主张除为重复、排比外替换外国歌曲中各段歌词“同字（词）相犯”现象，运用融合补偿，以意群为单位，综合各特征进行句子重组，通过调整语序与重音位置、增删衬词等方式达到情感表达的最大化。:169-186针对英语“形合而多长句”的特点，薛范使用分解补偿，注重译文线性的流动，将原文长句的主旨情感并入译文的短句中。吴钧陶等一些翻译家认为这种文化处理方法“随意性比较大”、创作的成分比较多，薛范则解释称此举是“为了‘唱’”。

### 音义联觉
在歌曲译词的押韵上，薛范认为，因大众传播的歌曲乐句较少、频繁换韵破坏听觉美以及中國古典詩詞多以一韵贯通的审美影响，主张参照外国歌曲译者的常用做法，以通篇押韵，“一韵到底”替代外国诗歌翻译成中文所普遍遵循的“以顿代步”，重视发挥歌词用韵音义联觉的作用，以弥补原词多韵交换所带来的表达效果。选择韵脚时，薛范常从原歌词或直译歌词各句末端挑选，再根据歌曲的感情色彩选取“宽洪韵”或“细柔韵”，遇复沓句则循其韵脚通押全曲；具体译配时，一般采用偶数行押韵，奇数行随意，首句入韵（即押“起韵”）的押韵方式，但不排斥根据歌曲句逗调整押韵顺序；换韵问题上，薛范主张对歌词较长的歌曲每段换用不同韵脚，并用密集的押韵、明显的换韵提示、增强叙事性或抒情效果。为使歌曲译词与曲调节奏相和，达到音义联觉效果，薛范主张歌曲译词的音节数、句逗、音节顿挫与原歌曲保持一致。针对外语歌曲中的分行长句，薛范常用不完全句作暗示，以使中文理解更富有逻辑性。:111-123为避免出现倒字，他认为应以汉语四声的先后顺序对标旋律的上扬，语言的逻辑重音同音乐重拍相吻合，并以此为依据判断、替换译词中出现倒字的词汇，但也指出倒字问题对于出现复沓句式、节奏紧凑或舒缓的歌曲可以宽容。:137-146有观点认为，薛范的换韵是译者主体维度上对原词、译语创造性叛逆的体现。

### 大众传播
薛范认为，外国歌曲译配工作因面向大众传播而具有跨学科特点，需要语言转换能力和文学功底相结合，译者是一件艺术作品的“积极的、能动的参与创造者”，:4应当对原歌曲音乐的灵魂“具有敏锐的感悟能力”。他认为，外国作品的影响并不是通过其本身直接产生的，而是通过译者“创造性地体现原作艺术特质”，才能延展外国作品在各语言文化中的影响力，选择歌曲译配的特殊性在于其“可能比其他大型艺术作品更能贴近于人民的生活”。:259薛范认为，由于传播媒介受限与受众较少，包括苏俄歌曲在内的非欧美、东亚歌曲在中国大陆的传播面临曲目单一、传播较难等问题，呼吁中俄应将歌曲译配作为文化工程以推进。薛范不满对苏俄歌曲的当代传播拘泥于怀旧主题，认为怀旧歌曲“只有认识价值”，而苏俄歌曲“唱的是未来”；薛范说：“（青年在音乐欣赏方面应）有更广阔的胸怀，更多元化”，接触“世界各国的优秀的东西”。为此，薛范在中苏关系缓和后以出版歌曲集、成立工作室、举办专题讲座和学术报告会、组织音乐会、翻译制作电影与歌曲录像等方式，致力于促进以苏俄歌曲为代表的外国歌曲在中国大陆的传播。
自1988年在沪首次举行音乐会以来，薛范已筹划、举办超过500场以苏俄歌曲或外国歌曲为专题的音乐会，其中1994年“莫斯科之声”音乐会出席者包括李岚清、吴仪等中国大陆党和国家领导人，与中央乐团合作举办的“伏尔加之声”音乐会的演出场次从原定两场不断扩演至一百余场，多取得大于其意料的传播能力。薛范也常与境外机构或涉外单位合作推广外国歌曲，如2007年俄罗斯“中国年”期间，薛范曾与北京基辅餐厅合办“俄苏经典歌曲文化周”，2010年在其支持下出版《乌克兰歌曲选集》；2017年中白建交25周年时，薛范在白俄罗斯共和国文化部、白驻上海总领事馆支持与阿姆科多尔控股集团资助下出版《白俄罗斯歌曲选集》。薛范创建了薛范音乐工作室，并于2015年获得登记；通过工作室，薛范多次与外地俄苏文化爱好者合作制作电影字幕与歌曲录像，并举办讲座宣传外国歌曲与文化，如2015年在上海多个社区举办纪念反法西斯主题影展与歌曲讲座。2020年接受《新民晚报》采访时，薛范流露出成立“专门用中文演唱世界各国名曲的合唱团”的想法，以期促进外国歌曲与文化在青年群体中的发展。

## 个人生活
薛范生前长期居住在上海市黄浦区半淞园街道中山南一路上一栋低层楼房中，房屋面积约50平方米。由于身体残疾，薛范一生没有过正式工作，在父母去世后一人独居，偶由亲戚朋友及钟点工帮助照顾，有报道称其终身未婚。一篇回忆文章则指出，薛范在年过半百时与上海翻译家禾青（原名张品芹）结婚。因译配歌曲的稿费微薄，薛范曾经长期靠父母的退休金维持生活，翻译家草婴也曾帮其解决了一些生活困难。薛范习惯昼夜颠倒，白天休息，往往从下午三点开始工作。薛范的父母文化程度均为高中，重视阅读，使得少年时代的薛范阅读了大量书籍，由此热爱文学。薛范的母亲黄灏晚年患老年痴呆症，去世前因为担心儿子在自己死后要去乞讨，特意为其买了一只塑料碗，因为“不容易摔碎”。薛范的生活问题一直持续至叶利钦为薛范授勋才得以缓解，此后政府开始每月给予薛范1000元补贴，并报销其70%的医疗费用。黄灏最终于1999年去世。